# Spross-Holding
Die Spross-Holding AG mit Sitz in Zürich ist eine in den Bereichen Garten- und Landschaftsbau, Muldenservice und Entsorgung sowie Immobilien tätige Schweizer Unternehmensgruppe.
Das Familienunternehmen wurde 1892 als Handelsgärtnerei gegründet und insbesondere unter der Leitung von Werner H. Spross zwischen 1946 und 2004 zu einer diversifizierten Gruppe ausgebaut. Nach dessen Tod übernahm sein Neffe Heinz Spross die Unternehmensleitung. Die Unternehmensgruppe beschäftigt aktuell 180 Mitarbeiter und erwirtschaftete 2003 nach Schätzung der Handelszeitung 360 Millionen Schweizer Franken.

## Tätigkeitsgebiet
Der Bereich Garten- und Landschaftsbau wird von der Tochtergesellschaft Spross Ga-La-Bau besorgt. Er umfasst den Neubau, Sanierungen, Änderungen und Unterhalt von privaten, geschäftlichen und öffentlichen Gartenanlagen, Dachbegrünungen sowie im Wasserbau das Erstellen von Teichanlagen, Biotopen, Bachläufen und weiteren Wasserspielen. Das Unternehmen ist zudem im Bau und Unterhalt von Freizeitanlagen und Sportplätzen tätig. Darüber hinaus betreibt Spross eigene Baumschulen.
Der Geschäftsbereich Transport & Recycling, der von der Tochtergesellschaft Spross Transport & Recycling AG besorgt wird, konzentriert sich auf die Baustellenentsorgung. Hierzu zählen Muldenservice, Sperrgutentsorgung, Abfallsortierung, Bauschuttrecycling sowie Deponiewesen. Das Unternehmen verfügt hierfür über ein eigenes Sortier- und Recycling- und Betonwerk sowie über eine eigene Reaktor- und Reststoffdeponie.
Im Immobilienbereich ist die Spross-Gruppe zum einen in der Immobilienverwaltung tätig und verfügt im Wirtschaftsraum Zürich über Wohnliegenschaften. Das Immobilienportfolio wird firmenintern entwickelt und betreut.